# Saladyn (film)
Saladyn (arab. An-Nasir Salah ad-Din) – egipski film historyczny z 1963 roku. Film jest adaptacją powieści Naguiba Mahfouza. Treścią filmu jest biografia muzułmańskiego sułtana Saladyna.

## Treść[1]
Czasy wypraw krzyżowych. Na Bliskim Wschodzie trwa napięcie pomiędzy muzułmanami a chrześcijańskim Królestwem Jerozolimskim. Kiedy chrześcijanie napadają na grupę muzułmańskich pielgrzymów, Saladyn rozpoczyna wojnę. W błyskotliwej kampanii pokonuje wojska jerozolimskie i zajmuje większość obszaru królestwa. Na wieść o tym z Europy wyrusza zbrojna ekspedycją, która przejdzie do historii jako III wyprawa krzyżowa. Jednym z jej wodzów jest król Anglii Ryszard Lwie Serce.

## Obsada[2]
- Ahmad Mazhar jako Saladyn
- Salah Zulfikar jako Isa al-Awam
- Nadia Lutfi jako Louise de Lusignan
- Hamdi Ghajs jako Ryszard Lwie Serce, król Anglii
- Lajla Fauzi jako Virginia de Châtillon
- Taufik ad-Dikin
- Umar al-Hariri jako Filip II August, król Francji
- Mahmud al-Milidżi jako Konrad z Montferratu
- Ahmad Luksur jako Renald z Châtillon
- Zaki Tulajmat
- Lajla Tahir
- Ibrahim Imara
- Muhammad Hamdi
- Muhammad Abd al-Dżawwad